# Nationales Kunstzentrum Tokio

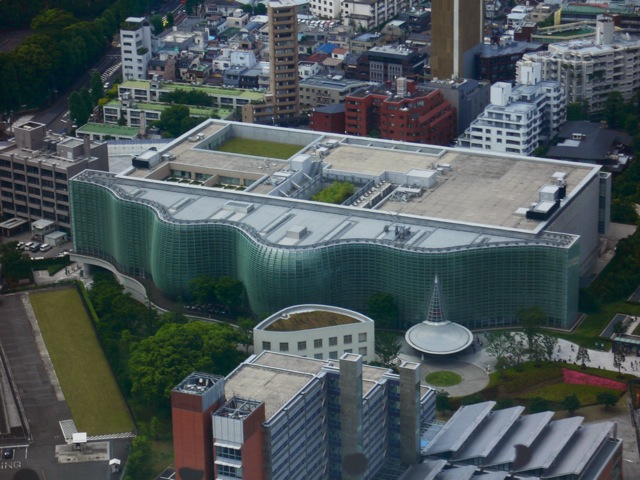
Gesamtanlage: Die Lobby befindet sich im vorderen Teil, hinter der gewellten Fassade, im hinteren, rechteckigen Teil des Gebäudes sind die Ausstellungsräume untergebracht.

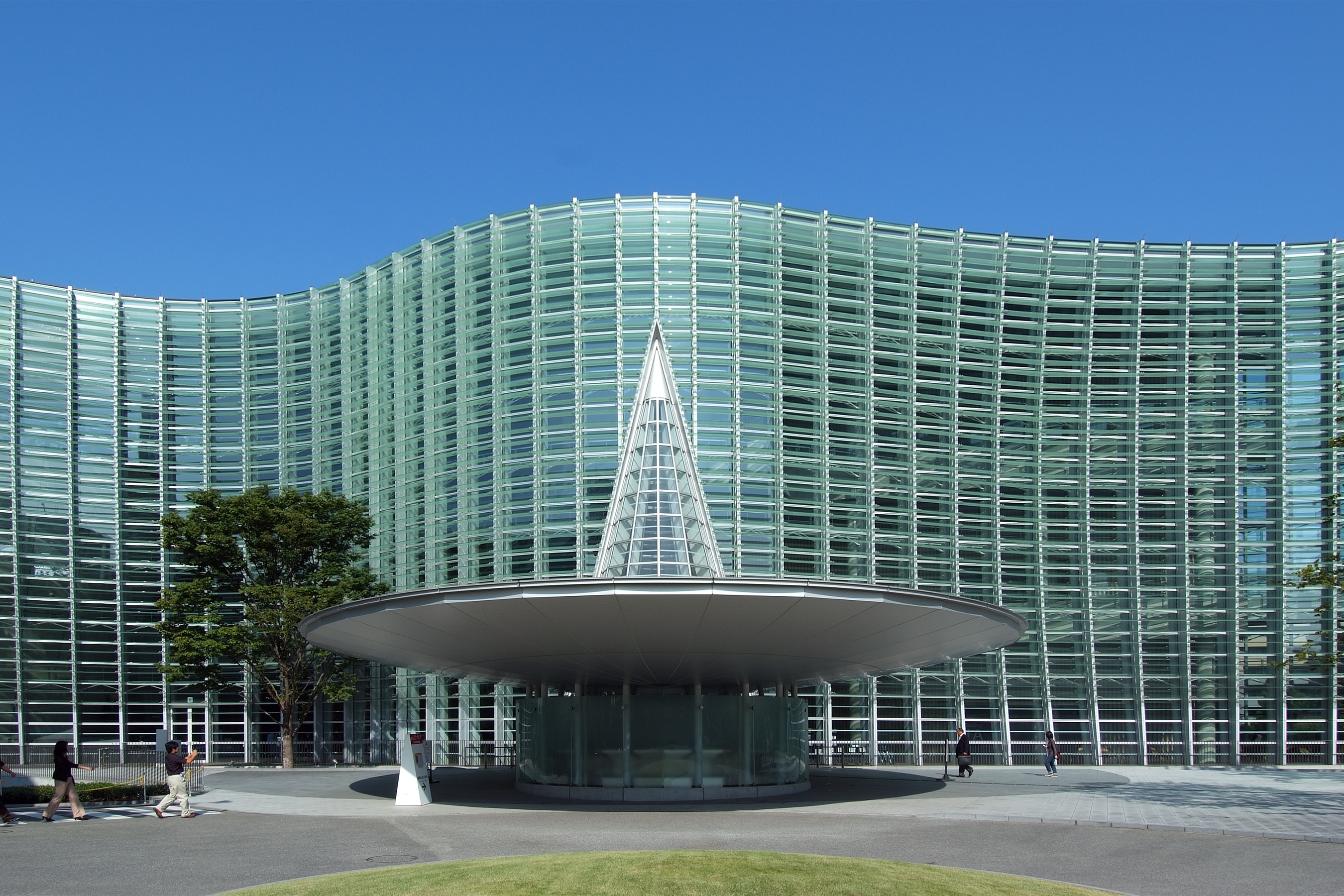
Die gewellte Glasfassade und der Haupteingang des Gebäudes von Außen betrachtet.

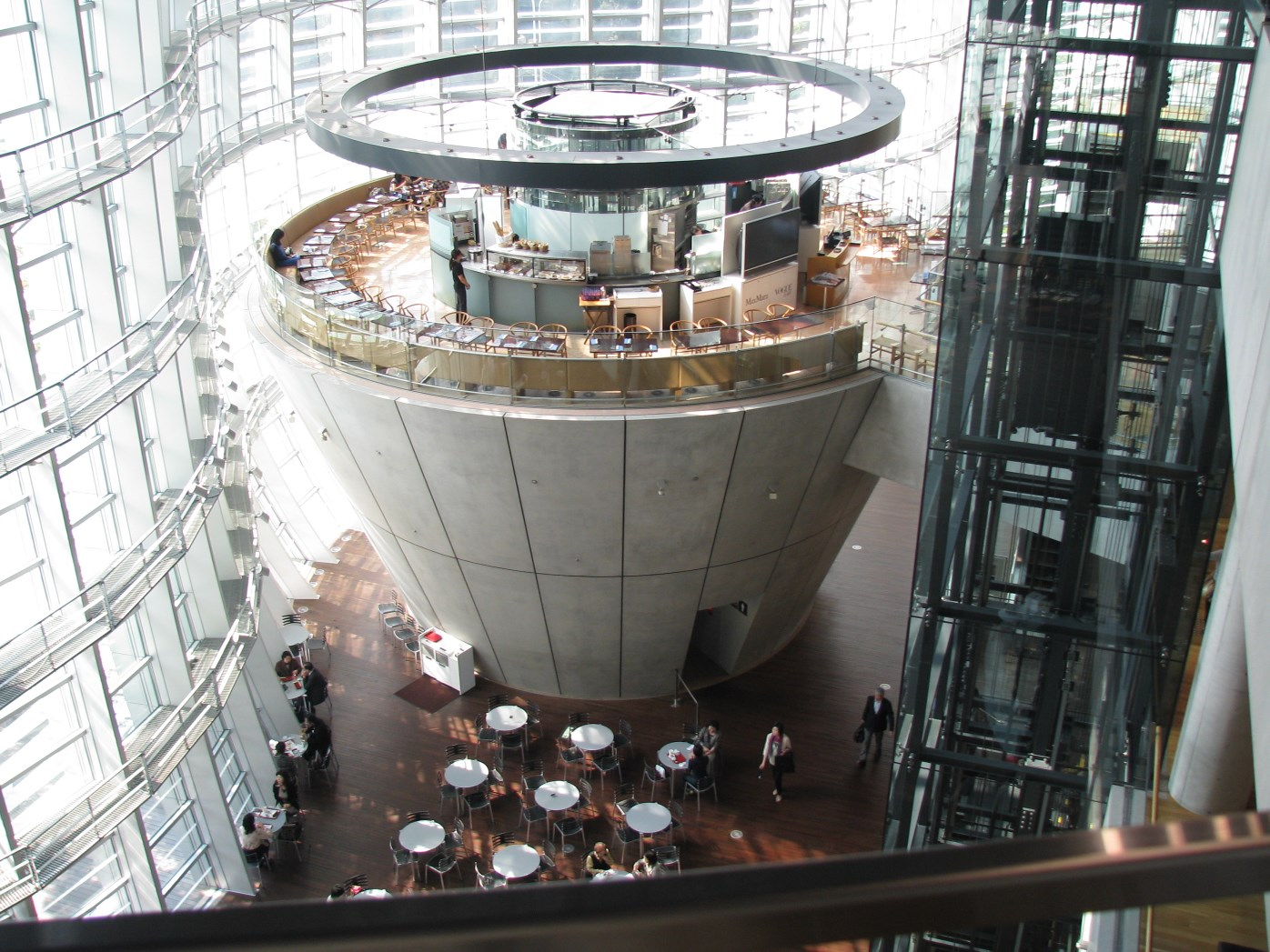
Der großzügige, mehrgeschossige Lobbybereich des Museums mit dem konisch-geformten Einbau, auf dem sich das Café befindet.

Das Nationale Kunstzentrum Tokio (japanisch 国立新美術館, Kokuritsu Shin-Bijutsukan, wörtlich: „Neues Nationales Kunstmuseum“), international auch NACT, National Art Center Tokyo, ist ein 2007 eröffnetes Ausstellungsgebäude für Kunst im Tokioter Stadtbezirk Minato.
2017 hatte das Museum 2.986.908 Besucher und gehört damit zu den meistbesuchten Kunstmuseen der Welt.

## Architektur
Das Bauwerk ist das letzte abgeschlossene Bauwerk des Architekten Kishō Kurokawa. Es wurde 2007 vollendet. das Kunstzentrum nimmt den Platz eines Gebäudekomplexes ein, der vor dem Zweiten Weltkriege als Kaserne, nach dem Krieg als wissenschaftliche Einrichtung der Universität Tokyo genutzt wurde. Die Anlage besteht aus einem kastenartigen Gebäudeteil, der im Erdgeschoss und in zwei weiteren Stockwerken die Ausstellungsräume enthält. Dieser funktionale Gebäudeteil wird von einer langgestreckten öffentlichen Lobby erschlossen, dessen hoher Raum von einer markanten, gewellten Glasfassade begrenzt wird. In dem großzügigen Volumen der Lobby finden zwei konisch-geformte Einbauten Platz, die als Café und Restaurant genutzt werden und über Brücken betreten werden. Die Besucher bewegen sich im Gebäude vertikal über Rolltreppen. Diese Begegnungszone bietet den Besuchern vielfältige Blickbeziehungen auf mehreren Geschossen und erlaubt ein „Erlebnis dieses dynamischen Bereiches“, bevor die Ausstellungsräume betreten werden, „einfache, rechteckige“ Räume.

## Betrieb
Für Ausstellungen stehen 10 Hallen mit je 1000 m² zur Verfügung, die an öffentlich ausgeschriebene Ausstellungen, organisiert von Kunstvereinen, vergeben werden. Balkone an der Rückseite des Gebäudes ermöglichen einen Blick nach draußen, ohne die Ausstellung zu verlassen. Dazu kommen 2 Hallen von je 2000 m² für Sonderausstellungen. Ein Vortragssaal, 3 Seminarräume, Restaurant, Café, Kunstbibliothek und Verkaufsstände ergänzen die Einrichtung.
Da das Kunstzentrum, anders als der japanische Name vermuten lässt, kein Museum mit eigener Sammlung, sondern ein Platz für Ausstellungen ist, entlastet es einerseits die Kunstmuseen, die während Sonderausstellungen die Räume nur beschränkt für die Präsentation der eigenen Sammlung nutzen können. Auf der anderen Seite konkurriert das Zentrum mit den vorhandenen Ausstellungsräumen, z. B. denen der Stadt.
Das NACT bildet zusammen mit den privaten Museen, dem Mori Art Museum und dem Suntory Museum of Art, das „Roppongi Art Triangle“. Das NACT ist gut über die U-Bahn-Station Nogizaka der Chiyoda-Linie zu erreichen, von der ein direkter Zugang besteht.